# La Cumbre (Argentina)
La Cumbre é um município da província de Córdova, na Argentina.